# Cattedrale di Hamar
La cattedrale di Hamar (in lingua norvegese Hamar domkirke) è il principale edificio di culto della città di Hamar, in Norvegia, ed è sede della Diocesi di Hamar per la chiesa di Norvegia.

## Storia
Hamar era stata sede vescovile cattolica già durante il Medioevo. La cattedrale di quel tempo fu distrutta nel 1567 durante l'invasione svedese della Norvegia nella guerra del nord dei sette anni. La chiesa in stile romanico è stata costruita a partire dal 1849, secondo il progetto dell'architetto tedesco Heinrich Ernst Schirmer. La chiesa è stata consacrata il 15 dicembre 1866.
Dal 1920 furono apportate modifiche alla cattedrale, ma fu nel 1950, su iniziativa del vescovo Kristian Schjelderup, che fu effettuato il maggior numero di lavori di ristrutturazione al suo interno. La ristrutturazione, guidata dall'architetto Arnstein Arneberg, è stata completata il 9 maggio del 1954. Il cambiamento più significativo ha riguardata la parte alta della navata, ispirata alle basiliche.

## Descrizione
Il design dell'edificio è in stile romanico ed è ispirato all'architettura romanica tedesca, come parte del movimento storicistico in architettura diffusosi in Norvegia durante la seconda metà del XIX secolo. L'unica torre si trova sul lato ovest del tempio, dove si trova anche l'ingresso principale. L'esterno è piuttosto semplice, con l'eccezione del portale principale, che presenta ricche decorazioni negli archivolti.
Gli affreschi del soffitto sono stati dipinti da Arve Hagen. I soggetti principali sono gli evangelisti, lo Spirito Santo e un angelo musicista. Il battiscopa intorno all'altare è una scultura di Røvik Anthon, che ha anche creato il pulpito, con una scultura raffigurante San Francesco d'Assisi. Sul pulpito vi è anche una scultura di un angelo, scolpito dallo scultore Ragnhild Buteschön.
Solo il fonte battesimale e candelieri dalla parte dell'altare sono originali. L'altare, raffigurante la resurrezione di Gesù, è stato realizzato da Henrik Sørensen nel 1954, ispirandosi all'arte medievale nordica. La pala d'altare del 1866 Christen Bruun, con Gesù nel giardino del Getsemani, è nella galleria dell'organo.